# USA for Africa
USA for Africa (unión de apoyo de artistas para África) fue el nombre de un colectivo musical conformado por cuarenta y cinco conocidos artistas, principalmente estadounidenses, liderados por Michael Jackson, Harry Belafonte, Stevie Wonder, Lionel Richie,  Bruce Springsteen,  Diana Ross, Cyndi Lauper y  The Pointer Sisters (entre muchos más), quienes se reunieron para grabar el sencillo «We Are the World» en 1985. La canción alcanzó rápidamente el puesto número uno en las clasificaciones de Estados Unidos e Inglaterra, así como en muchos otros países del mundo. El sencillo fue producido por Quincy Jones, que además hizo los arreglos.
Las considerables ganancias de la USA for Africa Foundation fueron destinadas al tratamiento de la hambruna y las enfermedades en África. Los críticos, sin embargo, reclamaban que el dinero llegaba a los Gobiernos de los países africanos, antes que a la propia población afectada.
En «We Are the World», además de los cantantes, participaron los siguientes músicos: Lee Loughnane (trompeta), James Pankow (trombón), Walter Parazaider (saxo), Michael Boddicker (sintetizadores), Paulinho da Costa (percusión), Louis Johnson (bajo),
Michael Omartian (teclados), Greg Phillinganes (teclados), John Robinson (batería) y 
Phil Collins (bongoes)